# Nigel Hurley
Nigel Hurley (* 1969 in Cardiff, Wales) ist ein britischer Pianist, Organist und Komponist.

## Leben und Wirken
Hurley gab mit 16 Jahren erste größere Konzerte und engagierte sich in dieser Zeit auch regelmäßig am Dom zu Llandaff als Organist. Am Keble College der Universität Oxford erhielt Hurley ein Orgelstipendium und studierte anschließend in London und Weimar Klavier. Zu den pianistischen Einflüssen während des Studiums gehörten unter anderem Lasar Naumowitsch Berman, Paul Badura-Skoda und Amadeus Webersinke.
Nigel Hurley verfügt über eine vielseitige internationale Konzertkarriere. Er begann früh selbst zu komponieren. A Carol wurde 1991 in London uraufgeführt. Zu den in Deutschland uraufgeführten Werken gehören die Vertonungen des walisischen Gedichtes Calon Lân und des Lobgesanges der Maria, Elegy für Klavier und Violine und Veni Sancte Spiritus, welches der Wuppertaler Kurrende 2012 auf Tournee sang. Seine künstlerischen Bandbreite beinhaltet Auftritte mit Eva Lind, René Kollo, der Rock-Band Calexico und dem Filmorchester Babelsberg.
Nigel Hurley lebt heute in Berlin.

## Auszeichnungen
Neben zahlreichen internationalen Auszeichnungen ist er Träger des Grace Williams Musikpreises des Walisischen Kunstsenats.